# Georges Dransart
Georges Dransart (París, 12 de mayo de 1924-Créteil, 14 de junio de 2005) fue un deportista francés que compitió en piragüismo en la modalidad de aguas tranquilas.
Participó en tres Juegos Olímpicos de Verano entre los años 1948 y 1956, obteniendo un total de tres medallas, una de plata y dos de bronce. Ganó dos medallas de plata en el Campeonato Mundial de Piragüismo de 1950.

## Palmarés internacional
| Juegos Olímpicos   | Juegos Olímpicos       | Juegos Olímpicos  | Juegos Olímpicos |
| Año                | Lugar                  | Medalla           | Evento           |
| ------------------ | ---------------------- | ----------------- | ---------------- |
| 1948               | Londres (Reino Unido)  | Medalla de bronce | C2 1000 m        |
| 1948               | Londres (Reino Unido)  | Medalla de bronce | C2 10 000 m      |
| 1956               | Melbourne (Australia)  | Medalla de plata  | C2 10 000 m      |
| Campeonato Mundial |                        |                   |                  |
| Año                | Lugar                  | Medalla           | Evento           |
| 1950               | Copenhague (Dinamarca) | Medalla de plata  | C2 1000 m        |
| 1950               | Copenhague (Dinamarca) | Medalla de plata  | C2 10 000 m      |